# El Señor de los Anillos, el juego de batallas estratégicas
El Señor de los Anillos, el juego de batallas estratégicas (título original: The Lord of the Rings Strategy Battle Game), actualmente comercializado como El Hobbit, el juego de batallas estratégicas, es un juego de estrategia y de miniaturas producido por Games Workshop. Está basado en las trilogías cinematográficas de  El Señor de los Anillos y El Hobbit dirigidas por Peter Jackson y en las novelas de J. R. R. Tolkien en la que éstas a su vez se basan.
El juego fue creado a finales del año 2001 por la compañía inglesa Games Workshop coincidiendo con el estreno de la película El Señor de los Anillos: la Comunidad del Anillo. Posteriormente fue renovado con nuevas cajas de inicio y nuevos reglamentos en 2002 y 2003 coincidiendo con los estrenos de El Señor de los Anillos: las dos torres y El Señor de los Anillos: el retorno del Rey respectivamente. Con el estreno de El Hobbit: un viaje inesperado en 2012 la empresa comenzó a poner a la venta miniaturas basadas en esta segunda trilogía. Games-Workshop ha aprovechado el tirón comercial de las películas para seguir ampliando el juego con numerosos suplementos como  La sombra y la llama, El asedio de Gondor, La ruina de Arnor o La desolación de Smaug.
El juego permite recrear escenas de las novelas y las películas, y batallas entre sus personajes y ejércitos. Se juega con réplicas en metal, plástico o resina de los personajes, y además es necesario contar con un juego de dados y una cinta métrica. El objetivo del juego es vencer al ejército adversario siguiendo una serie de reglas preestablecidas en diferentes escenarios prediseñados. Como en las novelas y en las películas, existe el bando del bien (llamado «Fuerzas de la Luz») y el lado del mal (llamado «Fuerzas de la Oscuridad»).

## Desarrollo

### Licencia

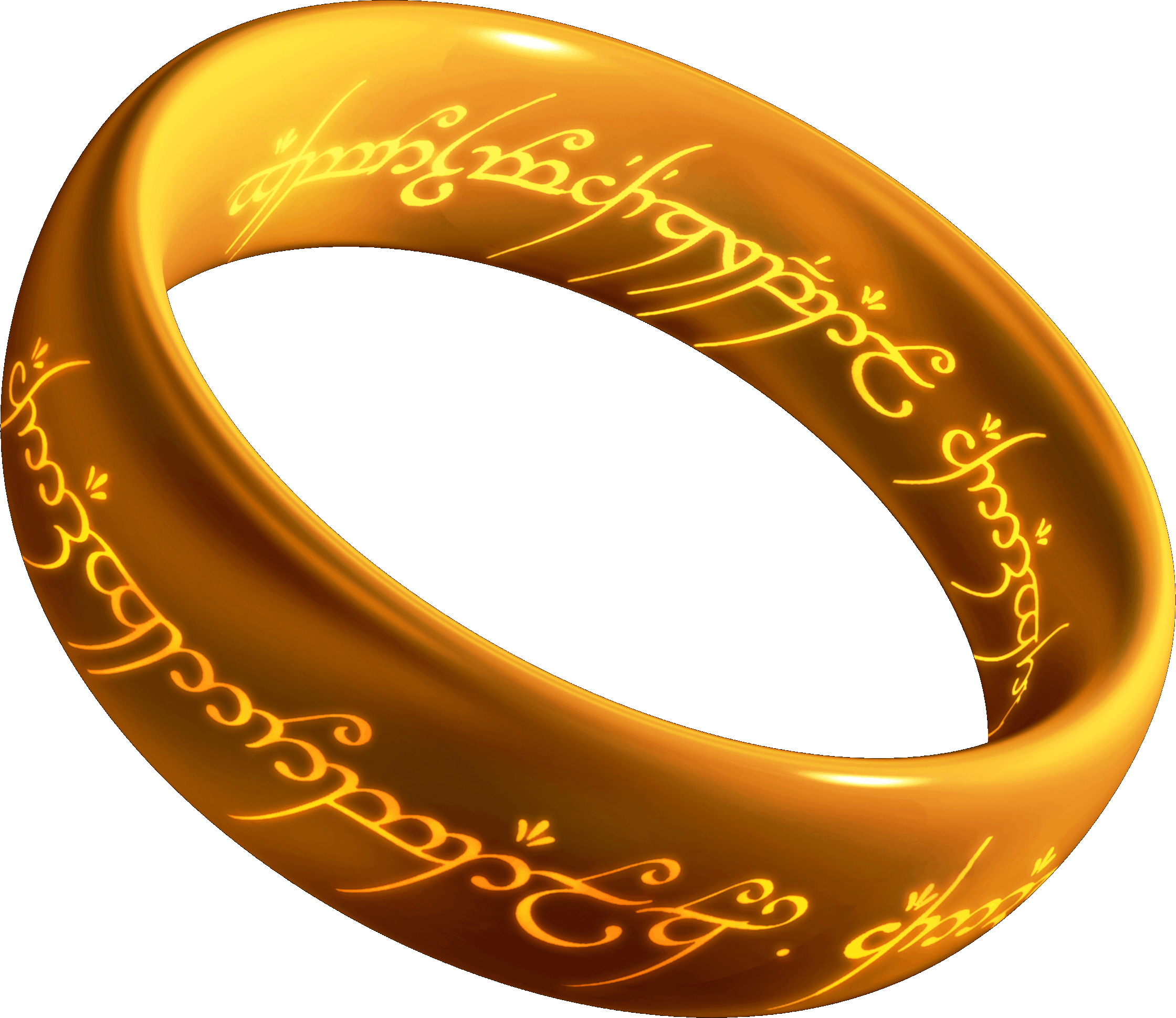
El Anillo Único, auténtico protagonista de El Señor de los Anillos.

Games Workshop posee actualmente los derechos para producir un juego de estrategia con miniaturas de 28 mm basado en las novelas El hobbit y El Señor de los Anillos, de J. R. R. Tolkien, y también en la adaptación al cine de El Señor de los Anillos.
A pesar de que el acuerdo entre Games Workshop y Tolkien Estate es privado, se conocen varios puntos del mismo, y se especula sobre otros. Games Workshop no tiene los derechos de El Silmarillion, que es actualmente propiedad exclusiva de Tolkien Estate. Sin embargo la compañía inglesa puede complementar el universo de El Señor de los Anillos con personajes o historias de su propia elaboración, ajenas al legendarium del autor. Prueba de ello es la representación de Harad en el juego, en la que aparecen numerosos nombres de personajes o lugares inventados por la empresa de juegos, como, por ejemplo, Dalamyr, Amdûr, Badharkân, Hidâr, Nâfarat, Abrakhân o Dhâran-sar.
El 9 de febrero de 2011 Warner Bros y Games Workshop anunciaron la renovación de la licencia para comercializar miniaturas basadas en las películas de El Señor de los Anillos y ahora también en las que se estrenarán basadas en El hobbit.

### Los diseñadores y Peter Jackson
Cuatro diseñadores del juego aparecieron en la versión extendida de la película El Señor de los Anillos: el retorno del Rey como jinetes de Rohan en la Batalla de los Campos de Pelennor: Alan Perry, Michael Perry, Alessio Cavatore y Brian Nelson. Se les puede ver cerca del mûmakil cuando Peregrin Tuk va a buscar a Meriadoc Brandigamo entre los restos de la batalla. También están representados en la peana de la miniatura del mûmakil de Games Workshop.
Games Workshop creó dos miniaturas de Peter Jackson basándose en su apariencia de hombre de Bree en la película El Señor de los Anillos: la Comunidad del Anillo, una de ellas la tiene el propio Peter Jackson mientras que la otra está expuesta en Warhammer World. Además Games Workshop puso a la venta una miniatura de Peter Jackson caracterizado como uno de los Corsarios de Umbar, de El Retorno del Rey.

## El juego como hobby

### Coleccionismo
Al igual que ocurre con los jugadores de Warhammer, los aficionados al juego de batallas estratégicas de El Señor de los Anillos coleccionan y pintan uno o más ejércitos tanto de la Luz como de la Oscuridad. Estos ejércitos empiezan a construirse habitualmente comprando algunas cajas de regimiento y blísteres hasta alcanzar una fuerza de combate de un tamaño razonable que posteriormente se va mejorando y ampliando con la compra de más cajas y blísteres. Otros aficionados simplemente coleccionan las miniaturas por su estética.
Una forma muy popular de coleccionar miniaturas de este juego en el pasado fue a través del coleccionable Batallas en la Tierra Media de Planeta Agostini. Cada uno de los fascículos de la colección incluía una guía del hobby y una miniatura.
Actualmente existe una amplia variedad de miniaturas y la gama sigue creciendo. Con el tiempo Games Workshop ha ido sustituyendo la producción de algunos modelos en metal por sus equivalentes en plástico. Esta medida ha suscitado algunas quejas por parte de los aficionados, especialmente en miniaturas muy populares como por ejemplo «Boromir, capitán de la Torre Blanca», que fue puesta de nuevo a la venta después de haber sido retirada.
El juego de El Señor de los Anillos (o ESDLA como se le conoce comúnmente) presenta un gran número de diferencias con Warhammer que le convierten en un juego único y más realista, afianzándose como el tercer sistema de juego de la compañía inglesa.

### Modelismo

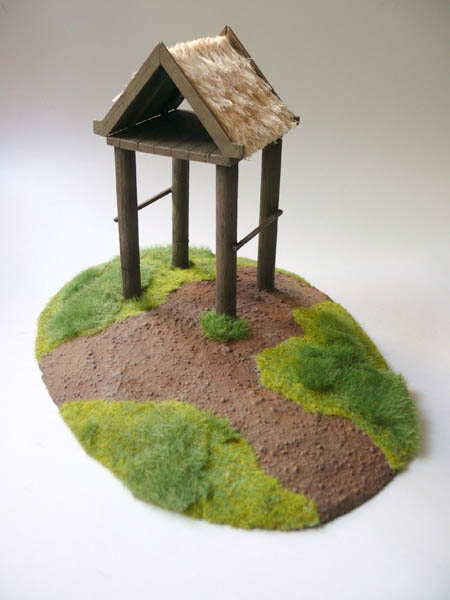
Elemento de escenografía que representa un almacén de Rohan, construido a partir de madera de balsa.

Gracias a que las miniaturas requieren montaje y pintado, los jugadores normalmente diseñan su propio esquema de colores o utilizan alguno de los que aparecen en los diferentes libros. Además, los jugadores suelen combinar piezas de diferentes modelos para realizar conversiones a las miniaturas de la gama y conseguir así ejércitos únicos.
Debido al acuerdo entre New Line Cinema y Games Workshop, no está permitido combinar piezas de las miniaturas del juego de batallas estratégicas de El Señor de los Anillos con las de otros modelos en torneos y concursos oficiales. Lo mismo ocurre con piezas de otros fabricantes.
La escenografía es una parte muy importante del juego. A pesar de que la empresa suministra también diversos elementos de escenografía prefabricados, son muchos los aficionados que prefieren crear sus propios tableros de juego personalizados. Con algunos utensilios caseros y materiales para el hobby, como por ejemplo la madera de balsa, cartón pluma, poliestireno, plasticard, masilla y un poco de paciencia, es posible construir ruinas, bosques, rocas e incluso las más famosas fortalezas de la Tierra Media.
Finalmente los dioramas son representaciones a escala de escenas del libro o las películas y normalmente requieren cierta habilidad con las conversiones, la pintura de miniaturas y la construcción de escenografía. Son muy habituales en concursos de pintura como el Golden Demon.

## Estado actual del juego

### Reglamento y suplementos del juego
Las reglas del juego van ya por su cuarta edición después de superar las tres primeras ediciones que fueron puestas a la venta coincidiendo con las tres películas de Peter Jackson. La actual edición del reglamento publicado en 2005 contiene, en un solo libro, todo el abanico de reglas que componen el juego, incluyendo aquellas aparecidas en suplementos anteriores a su lanzamiento. Las tres primeras ediciones fueron actualizadas y relanzadas en forma de suplementos, además en la caja de iniciación al juego, la compañía inglesa incluyó otro reglamento basado únicamente en lo que pudimos ver en la trilogía fílmica.
Pero Games Workshop no se ha limitado únicamente a las películas. A través de su revista White Dwarf y sobre todo en los suplementos, la empresa ha venido explotando el amplio universo creado por J. R. R. Tolkien en sus libros. Hasta la fecha se han publicado los siguientes libros para el juego:
| Publicación                                                | Tipo       | Año  | Contenido |
| ---------------------------------------------------------- | ---------- | ---- | --- |
| La Compañía del Anillo                                     | Reglamento | 2001 | |
| Las dos torres                                             | Reglamento | 2002 | |
| El retorno del Rey                                         | Reglamento | 2003 | |
| La sombra y la llama                                       | Suplemento | 2003 | Reglas para los enanos, Tom Bombadil, los tumularios, Glorfindel, Elladan y Elrohir.                                                                |
| El asedio de Gondor                                        | Suplemento | 2004 | Reglas para asedios y nuevos personajes como Beregond o Gothmog.                                                                                    |
| La batalla de los Campos de Pelennor                       | Suplemento | 2004 | Reglas para los haradrim, los mûmakil, los caballeros de Dol Amroth y los dúnedain.                                                                 |
| El saneamiento de la Comarca                               | Suplemento | 2005 | Reglas para batallas entre hobbits y las fuerzas de Zarquino.                                                                                       |
| El Señor de los Anillos. El juego de batallas estratégicas | Reglamento | 2005 | Reglamento del juego. |
| Una sombra en el Este                                      | Suplemento | 2005 | Reglas para Khamûl, Eorl, los hombres del Este y los guerreros de Khand.                                                                            |
| La caída del Nigromante                                    | Suplemento | 2006 | Reglas para «el Nigromante» (Sauron), los elfos del Bosque Negro y el Concilio Blanco.                                                              |
| La ruina de Arnor                                          | Suplemento | 2006 | Reglas para los ejércitos del norte: Arnor y Angmar.                                                                                                |
| Khazad-dûm                                                 | Suplemento | 2007 | Reglas para dragones y los enanos de Erebor y Khazad-dûm. Reemplaza al suplemento La sombra y la llama.                                             |
| Gondor en llamas                                           | Suplemento | 2007 | Reglas para los ejércitos de Elendil, Osgiliath, los feudos de Gondor y los muertos de El Sagrario. Reemplaza al suplemento de El asedio de Gondor. |
| Harad                                                      | Suplemento | 2007 | Reglas para los corsarios de Umbar y los mahûd. |
| Mordor                                                     | Suplemento | 2008 | Reglas para las huestes de Mordor. |
| Reinos de los hombres                                      | Suplemento | 2012 | Reglas para los ejércitos humanos: Gondor, Arnor, Rohan, feudos de Gondor y Númenor.                                                                |
| Los pueblos libres                                         | Suplemento | 2012 | Reglas para los ejércitos de enanos, elfos, hobbits, ents, la Compañía del Anillo y el Concilio Blanco.                                             |
| Mordor                                                     | Suplemento | 2012 | Reglas para desplegar un ejército de Mordor. |
| Los reinos caídos                                          | Suplemento | 2012 | Reglas para los ejércitos de uruk-hai, haradrim, hombres del Este y Variags.                                                                        |
| Moria y Angmar                                             | Suplemento | 2012 | Reglas para los ejércitos de Moria y Angmar, incluyendo orcos de Moria, Trolls, Dragones, espíritus de los muertos y el Balrog.                     |
| El Hobbit: Un viaje inesperado                             | Reglamento | 2012 | Reglamento del juego basado en los acontecimientos de la primera película de El Hobbit.                                                             |
| El Hobbit: La desolación de Smaug                          | Suplemento | 2013 | Escenarios y reglas para los personajes que aparecen en la segunda película de la trilogía de El Hobbit.                                            |

### Legiones de la Tierra Media
En agosto de 2006 Games Workshop puso a la venta una nueva expansión del juego titulada Legiones de la Tierra Media centrada en la construcción de listas de ejército. No es por tanto un suplemento ni contiene reglas de ningún tipo, sin embargo proporciona listas de ejército que permiten a los jugadores «tematizar» sus fuerzas, incluyendo una serie de escenarios diseñados para jugar con ellas.

### Variantes del juego
- Asaltos en el río: El reglamento oficial del juego publicado en 2005 incluye reglas para incursiones costeras y asaltos en el río.[8] La mecánica del juego se basa fundamentalmente en desembarcos de guerreros a pie. Games Workshop no ha sacado a la venta ninguna embarcación para el juego por lo que todos los barcos deben ser construidos por los jugadores como si de elementos de escenografía se tratara.
- Duelo de magos: Se trata de un minijuego creado por Alessio Cavatore y que fue publicado inicialmente en la revista White Dwarf y recogido posteriormente en el recopilatorio Los mejores artículos de Las Dos Torres. Recrea el duelo de magia entre Saruman y Gandalf en la sala principal de la torre de Orthanc. Se juega en una plantilla hexagonal con la Palantir situada en el centro.[9]

## Ejércitos
Existen dos tipos de tropa: guerreros y héroes. Los héroes tienen características especiales que los diferencian de los guerreros que lideran, y pueden ser héroes con nombre propio (Aragorn, Frodo, etc) o anónimos (capitanes). Los guerreros por su parte son el núcleo de cualquier ejército: guerreros de Harad, jinetes de Rohan, orcos de Mordor, etc.
Los ejércitos están divididos en dos grandes bandos, el de la Luz y el de la Oscuridad.

### Fuerzas de la Luz
- Compañía del Anillo - Gran parte de las partidas basadas en escenarios ambientados en el libro o las películas, requiere la presencia de al menos un miembro de la Compañía del Anillo. A pesar de que no es un ejército como tal, son efectivos actuando como grupo en escaramuzas y por separado formando parte de otros contingentes de la Luz.

- La Comarca - Los ejércitos de la Comarca están más orientados a pequeñas escaramuzas al tener sus guerreros y héroes un valor en puntos de los más bajos del juego. Sus arqueros son las mejores tropas con proyectiles del bando de la Luz por detrás de los elfos aunque su milicia se encuentra entre las más débiles. No disponen de tropas de élite ni de caballería y entre sus héroes destacan Bilbo Bolsón, Frodo Bolsón, Samsagaz Gamyi, Meriadoc Brandigamo y Peregrin Tuk. Exceptuando a la Compañía del Anillo, un ejército de hobbits no puede aliarse con ninguna otra fuerza de la Luz.

- Enanos - En sus recónditas fortalezas excavadas en montañas, los enanos se agrupan para luchar contra los orcos, proteger sus tesoros o reconquistar las minas de Moria. A pesar de que los enanos tienen un movimiento más reducido que elfos y hombres en el juego, su elevado valor de defensa los convierte en duros oponentes. Los guerreros y arqueros enanos forman el grueso del ejército, que puede ampliarse con otras unidades de élite como la Guardia de Khazad, la Guardia de Hierro o los montaraces enanos. Disponen además de balistas y equipos de guardia de cámara. Entre sus héroes destacan Gimli, Durin, Mardin, Dáin Pie de Hierro, Balin, Múrin, Drar y otros más recientes como Flói Manopiedra o el campeón del Rey.

- Rohan - Los ejércitos de la Marca están principalmente formados por caballería ligera (jinetes de Rohan) aunque también pueden incluir infantería rohirrim como ocurre en los escenarios basados en la batalla del Abismo de Helm. Estos guerreros pueden equiparse con diferentes armas de mano, arcos, venablos y escudos. Además de los jinetes e infantería, Rohan cuenta en su lista de ejército con algunas unidades de élite como la Guardia Real, los Hijos de Eorl o los exploradores. Las huestes de Rohan pueden estar comandadas por una amplia variedad de héroes como son Théoden, Éomer, Gamelin, Háma, Théodred, Éowyn, Grimbold, Erkenbrand o Eorl el Joven.

- Gondor - El reino del Árbol Blanco tiene a su disposición la más amplia variedad de guerreros y héroes de todo el juego. La fuerza principal del ejército son los guerreros de Minas Tirith que puede complementarse con caballeros, máquinas de asedio (fundíbulo y lanzavirotes) y diferentes unidades de élite como los montaraces de Ithilien, la guardia de la Ciudadela, la guardia del Patio del Manantial e incluso veteranos de Osgiliath. Los héroes que pueden liderar el ejército son Aragorn, Denethor, Boromir, Faramir, Cirion, Madril, Damrod y los reyes de los hombres. Un ejército de Gondor puede además complementarse con los siguientes ejércitos:
  - Los feudos - Los feudos de Gondor representan fuerzas de tres lugares: Dol Amroth, Lossarnach y Lamedon. Dol Amroth está comandado por el príncipe Imrahil y tiene a su disposición caballeros, tanto a pie como a caballo, y hombres de armas equipados con picas (se trata del único ejército de la Luz que puede utilizar este tipo de arma). Lossarnach y Lamedon están liderados por Forlong y Angbor respectivamente y sólo disponen de un tipo de guerrero cada uno: hacheros de Lossarnach y montañeses de Lamedon.
  - Ejército de los muertos - Se trata de uno de los ejércitos más pequeños del bando de la Luz. El ejército de los muertos sólo tiene disponible en su lista un tipo de guerrero a pie y un tipo de guerrero a caballo. Está comandado por el rey de los muertos y pueden incluir portaestandartes.
  - Númenor - Representa los ejércitos de los reinos en el exilio de la Segunda Edad y en el juego no pueden combinarse con otros ejércitos de la Tercera Edad. Su fuerza se compone únicamente de guerreros a pie con arma de mano o lanza y arqueros. Sus líderes son Elendil e Isildur.

- Dúnedain/Arnor - Los Dúnedain y los Montaraces del Norte son héroes en el juego, muy eficaces en la fase de disparo pero con un alto valor en puntos. Sus principales héroes son Aragorn y Halbarad, el cual puede equiparse con estandarte. Tras la salida del suplemento La ruina de Arnor el ejército fue ampliado con nuevos héroes como Arathorn, el rey Arvedui y Malbeth el vidente, así como nuevas tropas como los guerreros de Arnor.

- Elfos - La raza de los Quendi es la más antigua de la Tierra Media, sus ejércitos en el juego están formados por elfos de los bosques, galadhrim y altos elfos, estos últimos aliados habitualmente con los hombres de Númenor en la Guerra de la Última Alianza. Los guerreros elfos son los más eficaces en combate singular debido a su alto valor de combate. Además, sus ejércitos cuentan con los mejores arqueros de todo el juego, todo ello potenciado por las habilidades especiales de héroes como Galadriel o Elrond. En las primeras ediciones del juego, Games Workshop separó los ejércitos elfos por tipos y aunque el reglamento del juego de 2005 volvió a unirlos, se suelen diferenciar en el juego según su procedencia.
  - Lothlórien y el Bosque Negro - Son los elfos más desarrollados en el juego, disponen de elfos del bosque, guerreros galadhrim a pie (que pueden equiparse con arco, espada élfica o lanza), y caballería galadhrim que también puede llevar arco. Pueden incluir además en sus listas unidades de élite como los guardias de la corte galadhrim. Los héroes al mando de este ejército son Celeborn, Galadriel, Rumil, Thranduil y Haldir.
  - Eregion y Rivendel - En este ejército se engloban las fuerzas de Elrond y Gil Galad de la Última Alianza. Disponen de un único tipo de guerrero, el alto elfo, que puede equiparse con espada élfica, arco o lanza. Además de los héroes principales también se pueden incluir a Arwen, Glorfindel, Elladan, Elrohir, Erestor y Cirdan.

- Hombres Salvajes de Drúadan - En las tierras de Anórien, territorio de Gondor, se encuentran los Hombres Salvajes de Drúadan, también conocidos como woses o drúedain. En El Señor de los Anillos ayudaron a la hueste de Théoden a cruzar el bosque para evitar un enfrentamiento con los orcos, por lo que tomaron parte en la Guerra del Anillo. En el juego Ghân-buri-Ghân es el líder de un ejército que cuenta únicamente con guerreros de infantería armados con cerbatanas y arma de mano.

- Caminantes infatigables - En este grupo se engloban personajes que viajan por la Tierra Media por diferentes motivos, explorando o protegiendo a otros. Incluye personajes como Tom Bombadil y Baya de oro y pueden formar ejércitos de menor tamaño como los siguientes:
  - Águilas de las Montañas Nubladas - Las águilas gigantes de las Montañas Nubladas ayudaron muchas veces a Gandalf. En el juego podemos usar estas miniaturas voladoras para complementar un ejército de la Luz. Sus héroes son: Gwaihir, Landroval y Meneldor.
  - Ents de Fangorn - Los pastores de árboles liderados por Bárbol, son criaturas poderosas y con alto valor en puntos.

- Los Magos - Representan a los Istari que lucharon del lado de los Pueblos Libres contra Sauron en la Tercera Edad del Sol. En el juego únicamente están presentes tres de los cinco: Gandalf, Saruman y Radagast. Gandalf y Radagast siempre luchan por el bando de la Luz mientras que Saruman puede unirse al bando de la Oscuridad o al de la Luz si forma parte del Concilio Blanco.

### Fuerzas de la Oscuridad
- Isengard - El ejército de la Mano Blanca es una fuerza muy variada de guerreros y héroes, con una serie armas y máquinas de asedio muy poderosas en el juego, como ballestas, picas y una forma primitiva de explosivo. Los ejércitos de Isengard incluyen formaciones de piqueros uruk-hai a menudo apoyados por otros guerreros y exploradores uruk-hai, jinetes de huargo, chamanes uruk-hai, ballesteros y fanáticos. Los héroes que comandan el ejército además de Saruman, son Gríma Lengua de Serpiente, Lurtz, Uglúk, Vraskû, Sharku, Mauhúr y Thrydan Matalobos.[11] En una fuerza de Isengard se pueden incluir también orcos y dunlendinos, en el caso de estos últimos tanto hombres salvajes como guerreros con armadura y armamento variado (arco, armas a dos manos, escudos). Por otra parte el juego también permite recrear el Saneamiento de la Comarca incluyendo los rufianes de Zarquino (Saruman) cuyos guerreros tienen una variedad limitada de armas y escaso valor en puntos.
- Angmar - La oscura tierra de Angmar se encuentra sobre lo que antaño fue el reino perdido de Arnor, en el extremo norte de las Montañas Nubladas. Su ejército no tuvo reglas oficiales hasta 2007 con la publicación del suplemento La ruina de Arnor. En este suplemento Games Workshop incluyó, entre otras, las reglas para el jefe trol "Buhrdûr", un personaje inventado por la empresa de miniaturas.[12]
- Harad - Al sur de Gondor se encuentra Harad, una gran extensión desértica en el que habitan los Haradrim, quienes luchan bajo el mando del Señor Oscuro. Harad dispone de varios tipos de guerreros a pie y caballería ligera como los guerreros haradrim, incursores, guardia de la Serpiente, vigilantes de Kârna, guardia mercante de Abrakân y los Mahûd. Muchos de ellos pueden realizar ataques envenenados incrementando su efectividad contra guerreros equipados con armadura. Su miniatura más poderosa es el Mûmak de Harad, unas enormes bestias de guerra entrenadas por los Mahûd.[13] Lideran el ejército varios héroes inventados por Games Workshop como son: Suladan el Rey Serpiente, Hâsharin o el Rey Dorado de Abrakhân.[14]
  - Corsarios de Umbar - Una alternativa a un ejército habitual de Harad son los Corsarios de Umbar, que pueden incluir en sus filas tanto a guerreros de Harad como a los corsarios. En los primeros años del juego no existían miniaturas para los corsarios, pero desde la publicación del suplemento Harad Games Workshop puso a la venta nuevos Corsarios, incluyendo Arbalesteros y un nuevo persobaje: Dalamyr, Almirante de Umbar.
- Mordor - Son las huestes del Señor oscuro Sauron, conformadas en su mayoría por orcos de Mordor reforzados con orcos de Morannon, uruk-hai de Mordor y trolls. Un ejército de Mordor tiene a su disposición también equipo de asedio como balistas y catapultas, estas últimas con la posibilidad de ser manejadas por trolls. Además, Mordor puede desplegar una amplia variedad de tropas para diversificar su ejército, incluyendo caballeros de Morgul, Numenoreanos negros, jinetes de huargo, rastreadores orcos y Guardia Negra de Barad-dûr. También puede incluir en sus listas otro tipo de monstruos además del trol, como por ejemplo a Ella-Laraña, dragones o la gran bestia de Gorgoroth. Entre los numerosos héroes que componen las filas de Mordor se encuentran Sauron, Boca de Sauron, los Nazgûl, Gothmog, Shagrat, Grishnákh y Gorbag.
  - Los Nazgûl - Los nueve Anillos de Poder que fueron forjados han corrompido a los reyes de los hombres. Ahora, se han convertido en los nueve seguidores más poderosos de Sauron: los Nazgûl. Sus héroes son el Rey Brujo y los otros ocho Nazgûl, con habilidades únicas para cada uno incluyendo la posibilidad de montar en bestias aladas: Khamûl el Oriental, El Imperecedero, El Corrupto, El Mariscal Negro, El Señor de las Sombras, El Traidor, El Caballero de Umbar y El Señor de la Carroña.[15]
- Moria - El antiguo reino subterráneo de Khazad-dûm fue construido por los enanos y conquistado posteriormente por las fuerzas de la Oscuridad.[16] Ahora se encuentra infestada por trasgos, trolls de las cavernas y hasta un Balrog, los cuales forman la base de un ejército de Moria en el juego. El ejército puede ampliarse con otro tipo de tropas como tambores o chamanes. Las reglas del ejército de Moria aparecieron con el primer reglamento del juego La Comunidad del Anillo y desde entonces han ido complementándose con nuevos guerreros y héroes en diferentes suplementos que han aparecido con los años.
- Rhûn - En el Este se agita una sombra, una sombra compuesta de crueles hombres llamados Hombres del Este. Son tropas de bastante variedad, ya que sólo puedes incluir guerreros capaces de equiparse con escudo, arco, lanza, estandarte o picas, y los catafractos del Este, su caballería pesada. También están los variags de Khand, que son guerreros que van en carros, y los caballeros de Minas Morgul. Este ejército, sin embargo, tiene como ventaja: Sus armaduras pesadas que les otorga la misma defensa que los guerreros de Minas Tirith, y sus caballos con barda, que tienen la misma defensa. Otro defecto es su poca variedad de héroes, pues los únicos son: el «Capitán de los Hombres del Este», su única cosa positiva es que puedes incluir muchos; y otros héroes son: Amdûr el Señor de las Espadas, Dalamyr almirante de Umbar y Khamûl el Oriental, uno de los Nazgûl, de hecho el segundo en rango tras el Rey Brujo. Khamûl el Oriental era un rey de los hombres, al igual que los demás Nazgûl: era el rey de Rhûn. A Khamûl el Oriental puedes incluirlo en este ejército sin tener que usar contingente aliado del ejército Nazgûl. Rhûn puede ir con Harad (y Harad con Rhûn) sin que sean aliados. Pues en el juego La Guerra del Anillo, vienen juntos como «Reinos Caídos». Los «Reinos Caídos» se pueden dividir en: Harad y Rhûn.
- Khand - J.R.R. Tolkien escribió muy poco sobre Khand y los límites de su territorio tampoco fueron determinados con exactitud. Al no aparecer tampoco guerreros de Khand en la trilogía cinematográfica de El Señor de los Anillos, Games Workshop ha basado sus Variags de Khand en los guerreros Mongoles y Japoneses, incluyendo carros. Su ejército en el juego se limita a guerreros a pie con arco o arma a dos manos, jinetes y carros.[17] Las reglas para este ejército fueron publicadas por primera vez en el suplemento Una sombra en el Este.
- Dol Guldur - Los ejércitos de Dol Guldur representan las fuerzas de Sauron cuando estaba escondido en la antigua fortaleza del Bosque Negro bajo el nombre de «El Nigromante». El ejército lo componen principalmente orcos, arañas gigantes y bandadas de murciélagos a los que se les pueden unir tropas más específicas como los castellanos de Dol Guldur, huargos e incluso algún trol. Los héroes que lideran la fuerza de Dol Guldur son principalmente El Nigromante (Sauron pero con diferente perfil de atributos) y la Reina de las arañas.